# Štěpán Chaloupek
Štěpán Chaloupek (Meziboří, 8 marzo 2003) è un calciatore ceco, difensore dello Slavia Praga.

## Caratteristiche tecniche
È un difensore centrale.

## Carriera

### Club
È cresciuto nel settore giovanile del Teplice, con cui ha firmato il primo contratto professionistico il 13 agosto 2021. Ha debuttato in prima squadra il 22 settembre 2021 nell'incontro di Pohár FAČR vinto 1-0 contro il Fotbal Třinec ed ha realizzato il suo primo gol il 25 novembre 2023 nella partita di Fotbalová národní liga pareggiata 1-1 contro il Bohemians 1905.
Il 5 gennaio 2024 è stato acquistato dallo Slavia Praga con un contratto valido a partire dal termine della stagione.

### Nazionale
Ha giocato con la nazionale ceca Under-21.

## Statistiche

### Presenze e reti nei club
Statistiche aggiornate al 19 gennaio 2025.
| Stagione         | Squadra          | Campionato       | Campionato | Campionato | Coppe nazionali | Coppe nazionali | Coppe nazionali | Coppe continentali | Coppe continentali | Coppe continentali | Altre coppe | Altre coppe | Altre coppe | Totale | Totale | Totale |
| Stagione         | Squadra          | Comp             | Pres       | Reti       | Comp            | Pres            | Reti            | Comp               | Pres               | Reti               | Comp        | Pres        | Reti        | Pres   | Reti   |        |
| ---------------- | ---------------- | ---------------- | ---------- | ---------- | --------------- | --------------- | --------------- | ------------------ | ------------------ | ------------------ | ----------- | ----------- | ----------- | ------ | ------ | ------ |
| 2021-2022        | Teplice B        | CFL              | 3          | 0          | -               | -               | -               | -                  | -                  | -                  | -           | -           | -           | 3      | 0      |        |
| 2022-2023        | Teplice B        | CFL              | 6          | 0          | -               | -               | -               | -                  | -                  | -                  | -           | -           | -           | 6      | 0      |        |
| Totale Teplice B | Totale Teplice B | Totale Teplice B | 9          | 0          |                 | -               | -               |                    | -                  | -                  |             | -           | -           | 9      | 0      |        |
| 2021-2022        | Teplice          | 1L               | 8          | 0          | CRC             | 1               | 0               | -                  | -                  | -                  | -           | -           | -           | 9      | 0      |        |
| 2022-2023        | Teplice          | 1L               | 20         | 0          | CRC             | 1               | 0               | -                  | -                  | -                  | -           | -           | -           | 21     | 0      |        |
| 2023-2024        | Teplice          | 1L               | 31         | 3          | CRC             | 2               | 0               | -                  | -                  | -                  | -           | -           | -           | 33     | 3      |        |
| Totale Teplice   | Totale Teplice   | Totale Teplice   | 59         | 3          |                 | 4               | 0               |                    | -                  | -                  |             | -           | -           | 63     | 3      |        |
| 2024-2025        | Slavia Praga B   | FNL              | 2          | 0          | -               | -               | -               | -                  | -                  | -                  | -           | -           | -           | 2      | 0      |        |
| 2024-2025        | Slavia Praga     | 1L               | 9          | 0          | CRC             | 1               | 0               | UCL+UEL            | 0+2                | 0                  | -           | -           | -           | 12     | 0      |        |
| Totale carriera  | Totale carriera  | Totale carriera  | 79         | 3          |                 | 5               | 0               |                    | 2                  | 0                  |             | -           | -           | 86     | 3      |        |

## Palmarès

### Club

#### Competizioni nazionali
- Campionato ceco: 1

Slavia Praga: 2024-2025